# Юніс Казембе
Юніс Казембе (англ. Eunice Kazembe; 1952 — 28 жовтня 2013, Йоганнесбург) — малавійський політик, міністр промисловості і торгівлі (2009—2012), міністр освіти (2012—2013). Член Демократичної прогресивної партії.

## Біографія
Юніс Казембе народилася в 1952 році. Отримала ступінь бакалавра в галузі торгівлі в Карлтонському університеті, Оттава, а також ступінь магістра ділового адміністрування в Індіанському університеті.
У 1986—1999 роках Казембе була генеральним директором корпорації сільськогосподарського розвитку та маркетингу, а в 1999—2004 роках — послом Малаві в Китайській Республіці. У 2005—2009 роках була головним радником президента з розвитку містобудування, а також міністром шахт, енергетики та природних ресурсів.
У травні 2009 року Казембе обрана до парламенту Малаві від міста Чирадзулу. В уряді, сформованому 15 червня 2009 року, призначена міністром промисловості і торгівлі. 26 квітня 2012 року президент Джойс Банда оголосила склад нового уряду, в якому Казембе зайняла пост міністра освіти.
Казембе була піклувальником і співзасновником Chisomo Children's Club.
Юніс Казембе померла 28 жовтня 2013 року в лікарні Йоганнесбурга.